# Relaciones Pakistán-Venezuela
Las relaciones Pakistán-Venezuela se refieren a las relaciones internacionales que existen entre Pakistán y Venezuela.

## Historia
El 20 de julio de 2012 Venezuela abrió oficinas consulares y comerciales en Pakistán, al igual que en otros países de Asia.
El 15 de marzo de 2018, el embajador de Pakistán, Asif Durrani, y el embajador de Venezuela, Jesús González González, sostuvieron una reunión en la sede de la embajada de Pakistán en Teherán, Irán.
El gobierno de Pakistán expresó su solidaridad hacia Nicolás Maduro después del atentado de Caracas de 2018.
El 25 de septiembre de 2019, durante el 74° período de sesiones de la Asamblea General de las Naciones Unidas realizado en Nueva York, Estados Unidos, el canciller venezolano, Jorge Arreaza, sostuvo una reunión con 
el canciller de la República Bolivariana de Venezuela, que se lleva a cabo en , saludó este miércoles al Primer ministro de la República Islámica de Pakistán, Imran Khan.

## Misiones diplomáticas
- Pakistán cuenta con una embajada concurrente en Brasilia, Brasil.
- Venezuela cuenta con una embajada concurrente en Teherán, Irán.